# Abu Nasr Saʿd
Abū Naṣr Saʿd  al-Mustaʿīn ibn ʿAlī ibn Yūsuf, chiamato dai castigliani "Ciriza" o "Mulay Zād" (in arabo أبو نصر "المستعين" سعد بن علي بن يوسف‎?; ... – 1465), è stato il ventesimo sultano nasride del Sultanato di Granada. Era nipote di Yūsuf II. Salì al trono nel 1455, dopo aver spodestato Muḥammad XI. Il suo regno venne interrotto per qualche mese da suo fratello Yūsuf V, che riuscì a salire al potere. Abū Naṣr Saʿd  riuscì a riprendersi il trono pochi mesi dopo. Venne spodestato dal figlio Abū al-Ḥasan ʿAlī nell'agosto del 1464.

## Biografia

### Salita al trono
Durante l'ultima parte del suo regno, dal 1451, o forse prima, il sultano Muḥammad IX al-Aysar, non avendo eredi maschi, condivise il trono con Muḥammad XI, nominandolo suo successore, dandogli in sposa sua figlia. Quando Muḥammad IX morì nel 1453, Muḥammad XI salì al trono. Nei primi mesi del 1454, il potente clan dei Banū Sarrāj ("Abencerages"), ostile al nuovo sultano, dette il suo sostegno ad Abū Naṣr Saʿd,  che venne proclamato sultano ad Archidona nel mese di luglio.

Muḥammad XI controllava però saldamente la capitale Granada e le principali città del regno. 
I Banū Sarrāj e Abū Naṣr Saʿd decisero di chiedere il sostegno di Enrico IV di Castiglia, pochi giorni dopo l'incoronazione di quest'ultimo, arrivò alla corte castigliana Abū al-Ḥasan ʿAlī (dai Castigliani chiamato "Muley Hacén"), figlio di Abū Naṣr, che sarebbe dovuto rimanere in ostaggio in Castiglia assieme ad altri 350 Granadini, in cambio del sostegno per mettere Abū Naṣr sul trono granadino.
In Castiglia Enrico IV proseguì la politica di molestie e attacchi sul confine con il Sultanato di Granada, nonché la politica atta a fomentare divisioni all'interno della dinastia nasride.
Nella primavera del 1455, il Sultanato di Granada era suddiviso:
- Muḥammad XI, regnava su Granada, Malaga, Guadix, Almería, Íllora e Moclín;
- Saʿd al-Mustaʿīn regnava su Archidona e Ronda;

Enrico IV invase la Vega de Granada con un potente esercito, i nobili granadini rimasero fedeli a Muḥammad XI. Nel maggio del 1455, le forze castigliane penetrarono nella regione di Malaga, che resistette sotto il comando dei comandanti Ibn al-Barr e Ibn Kumasa. Abū Naṣr incontrò il re castigliano a gli giurò fedeltà.
Abū Naṣr Saʿd, grazie ai Banū Sarrāj e alla Castiglia, riuscì a prendere il potere a Granada nel 1455.

Muhammad XI si rifugiò nell'Alpujarra.

### Primo regno
La tregua tra Sultanato di Granada e Regno di Castiglia si concluse nel 1461, i castigliani conquistarono Fuente de Piedra. Il governatore castigliano di Jaén, Miguel Lucas de Iranzo, fece due incursioni contro il Sultanato di Granada; queste fatti misero grande inquietudine tra i Granadini. 
L'11 aprile del 1462, il principe ereditario di Granada, Abū al-Ḥasan ʿAlī, sconfisse Luis Pernia, governatore Osuna, e Rodrigo Ponce de León, figlio del conte di Arcos, in una battaglia combattuta a El Madroño. Il 28 luglio del 1462, Pedro Giron, Gran Maestro dell'Ordine militare di Calatrava, conquistò Archidona. Il 16 agosto, il duca di Medina Sidonia, Juan Pérez de Guzmán e il conte di Arcos conquistarono Gibilterra con l'aiuto di un musulmano convertito al cristianesimo.
A Granada, Abū Naṣr giustificò l'incapacità di far fronte alla minaccia castigliana dando la colpa ai Banū Sarrāj, accusandoli di sperperare le tasse, non mandando tributi alla Castiglia. Abū Naṣr cercò di liberarsi dalla tutela dei Banū Sarrāj, che lo avevano messo sul trono e al riparo dalla rabbia popolare, ordinò l'arresto di alcuni di loro, e mise a morte alcuni dei più potenti membri della famiglia.

### Interregno e secondo regno
I membri della famiglia Banū Sarrāj che riuscirono a scampare alla morte fuggirono a Malaga, dove fomentarono una ribellione contro Abū Naṣr, che fuggì ad Almería. Nell'ottobre 1462, alcune fazioni legittimiste, tentarono di rimettere sul trono Muḥammad XI. Muḥammad XI cadde in una trappola tesagli da Abū al-Ḥasan ʿAlī, figlio di Abū Naṣr, venne portato a Granada e decapitato nell'Alhambra assieme ai suoi figli.
Nel frattempo i Banū Sarrāj, assieme alla Castiglia, dettero il loro sostegno a Yūsuf V, che riuscì a prendere il trono a Granada.
Nell'estate del 1463,  Abū al-Ḥasan ʿAlī conquistò Granada, costringendo Yūsuf V a fuggire a Íllora con i Banū Sarrāj. Abū al-Ḥasan ʿAlī restituì quindi il trono al padre Abū Naṣr Saʿd. Yūsuf V morì poco tempo dopo.
Nell'agosto 1464, Abū Naṣr Saʿd venne deposto dal figlio Abū al-Ḥasan ʿAlī, che nel frattempo si era alleato con i Banū Sarrāj.